# Bankkalkulation
Bankkalkulation ist eine im Bankwesen verwendete Kalkulationsmethode, welche die Eigenheiten von Kreditinstituten berücksichtigt und der Ermittlung der Selbstkosten sowie der Bankzinsen und Bankgebühren für Bankgeschäfte dient.

## Allgemeines
Die Bankkalkulation ist ein wichtiges Forschungsgebiet der Bankbetriebslehre. Sie beruht auf den von der Betriebswirtschaftslehre geschaffenen Grundlagen der Betriebskalkulation (insbesondere in der Industrie) und analysiert zunächst die bankbetriebliche Kosten- und Leistungsrechnung. Sie baut auf einer Kostenartenrechnung auf, in welcher die neutralen Aufwendungen entfernt und die kalkulatorischen Kosten hinzugefügt wurden. Die Bankkalkulation hat die Aufgabe, die Analyse der bankbetrieblichen Kostenstruktur und die Ermittlung der Selbstkosten vorzunehmen, eine Entscheidungsgrundlage für das Controlling zu bilden und die Festlegung von Bankpreisen zu ermöglichen. Darüber hinaus dient sie der Kontrolle der Wirtschaftlichkeit (Kosten-Nutzen-Analyse) insbesondere im Rahmen von Betriebsvergleichen.

## Geschichte
Die Zürcher Kantonalbank war eines der ersten Kreditinstitute, die bankkalkulatorische Rechnungen vornahmen, als sie bereits 1881 eine der Zinsspannenrechnung ähnliche Form durchführte. Die ersten Ansätze einer „Unkostenkalkulation“ stammten aus 1920 und wurden 1934 zur Geschäftsspartenkalkulation weiterentwickelt.
Wilhelm Hasenack war einer der ersten bedeutenden deutschen Autoren im Sektor der Bankkalkulation. Er befasste sich 1924 in einem Aufsatz mit dem Zusammenhang zwischen der Bankkalkulation und der Gebührenpolitik. Für ihn war die Bankkalkulation der „Versuch, im Bankbereich ein zusammenhängendes Kostenrechnungsverfahren für die Bankleistungen vom betriebswirtschaftlichen Standpunkt aus zu schaffen, sei es, um eine Betriebskontrolle durchzuführen … oder darüber hinaus Unterlagen für die Festsetzung von Gebühren, Provisionen und Zinsen zu gewinnen“. Hasenack galt als Verfechter der Abteilungskalkulation, also der Kostenstellenrechnung, welche die Kosten und die Rentabilität jeder Abteilung berechnen soll. Seine Pionierarbeit sprach bereits Probleme und Lösungsmöglichkeiten an, die bis heute nichts von ihrer Aktualität verloren haben. Die Deutsche Bank begann Anfang der 1930er Jahre mit dem Aufbau eines Kalkulationsverfahrens, das 1934 Hans Rummel in einem Aufsatz beschrieb. Erich Fehrmann folgte 1936 mit einem Buch, der ersten Abhandlung mit einer vollständigen Einführung und einem Gesamtüberblick über die Bankkalkulation.
Die Bankkalkulation solle dazu dienen, die Selbstkosten für die dem Bankkunden gewährten Dienstleistungen zu ermitteln und damit die Grundlagen für eine Neuordnung der Gebührenpolitik zu schaffen. Curt Eisfeld veröffentlichte im Mai 1934 einen Aufsatz, der sich mit theoretischen und praktischen Erfordernissen der Bankkalkulation auseinandersetzte. Manuel Falter kam 1934 zu dem Ergebnis, dass der hohe bankbetriebliche Fixkostenanteil eine Minimierung der Leerkosten erfordere.
Die moderne Bankkalkulation orientiert sich an der seit 1955 von Stefan Kaminsky vorgenommenen Aufteilung in zwei Leistungssphären, nämlich in den Wertbereich (Wertsphäre oder liquiditätsmäßig-finanzieller Bereich) und Betriebsbereich (Betriebssphäre oder technisch-organisatorischer Bereich), die es bei Nichtbanken nicht gibt. Denn dort ist (Geld-)Kapital Voraussetzung zur Beschaffung der Produktionsfaktoren, in Kreditinstituten wird es für die Produktion der meisten Bankleistungen verwendet. Kaminsky entwarf erstmals ein geschlossenes System einer am Verursachungsprinzip orientierten Vollkostenrechnung für das bankinterne Rechnungswesen, wobei der hohe Anteil von Gemeinkosten Zurechnungsprobleme aufwirft. Als Entdecker dieser dualistischen Leistungserstellung im Bankbetrieb gilt jedoch Erich Fehrmann, der bereits 1936 zwischen Stückleistung (Betriebssphäre) und Leistungseinheit (Wertsphäre) unterschied. Dadurch wird in der Kosten- und Erlösrechnung der Kreditinstitute zwischen Wertkosten/Werterlösen und Betriebskosten/Betriebserlösen unterschieden. Für Wilhelm Kalveram eignete sich 1961 die Bankkalkulation für die Betriebsüberwachung, Preisermittlung und Rentabilitätskontrolle. Ein grundlegendes Werk zum Thema stellte die von Joachim Süchting in Köln 1963 abgegebene Dissertation dar, die von Kalkulationsvorbildern amerikanischer Banken ausgeht und darauf aufbauend Vorschläge zur Preiskalkulation deutscher Banken unterbreitet.
Karl-Friedrich Hagenmüller definierte die Bankkalkulation als „das Aufbereiten und In-Beziehung-Setzen von leistungsbedingtem Werteverzehr (Kosten), Leistungsmengen und leistungsbedingtem Wertezuwachs (Erlöse) zur Feststellung der Wirtschaftlichkeit, der Erfolgslage oder der Selbstkosten im Bankbetrieb“. Diese Definition zeigt, dass die Bankkalkulation weiter gefasst ist als die Industriekalkulation in der Betriebswirtschaftslehre, wo sie im Regelfall nur der Kostenträgerstückrechnung vorbehalten ist. In der Bankbetriebslehre wird Kalkulation vielmehr teilweise auch für die Erfolgsrechnungen und die Kostenstellenrechnung benutzt.
Im Jahre 1981 wurde eine umfassende Arbeit über die Betriebsabrechnung bei Banken vorgelegt. Das Grundkonzept der Kostenrechnung bestimmen die Kosteneinflussgrößen in Kreditinstituten: Die Kapazitäten der Banken werden aufgrund der mangelnden Lagerfähigkeit ihrer Produkte und der Integration des externen Produktionsfaktors im Hinblick auf die erwartete Spitzenbelastung geplant.

## Betriebs- und Wertsphäre
Die Bankkalkulation berücksichtigt die Unterscheidung zwischen Betriebs- und Wertsphäre, denen die bankbetrieblichen Produktionsfaktoren zugeordnet werden. In der Betriebssphäre schlagen sich „alle menschlichen Anstrengungen, Maschinen- und Sachwertnutzungen und alle Betriebsmittel- und Werkstoffverzehre nieder“. Ihr können mithin die Produktionsfaktoren Arbeit, Betriebsmittel und Werkstoffe zugeordnet werden. Die Wertsphäre ist ein abstrakter Wirkungsbereich, „dessen Leistung in der Annahme, Schaffung und Weitergabe von monetären Dispositionsmöglichkeiten besteht“. Zu ihr gehört der – nur im Bankwesen bekannte – monetäre Faktor, der aus der Nutzung von Zahlungsmitteln besteht.
Bankleistungen entstehen meist aus dem Zusammenwirken beider Sphären, woraus ein auch die Bankkalkulation durchziehender Dualismus resultiert. Beide Sphären verursachen Kosten und erzielen Erlöse. Betriebskosten sind ein Wertverzehr, der durch die Leistungserstellung in der Betriebssphäre verursacht ist; wesentliche Kostenarten sind Personalkosten, Pensionsrückstellungen und Sachkosten (etwa Abschreibungen auf Sachanlagevermögen). Entsprechend sind Wertkosten der Wertverzehr, der ausschließlich durch den sich in der Wertsphäre vollziehenden abstrakten Akt der Wertübertragung verursacht wird. Wichtigste Kostenarten sind hier der Zins- und Provisionsaufwand oder Abschreibungen, Rückstellungen und Wertberichtigungen auf Kredite (Risikokosten). Betriebserlöse sind der Betriebssphäre, die wichtigeren Werterlöse der Wertsphäre zuzuordnen.
| Kostenarten / Erlösarten | Betriebssphäre                                                     | Wertsphäre |
| ------------------------ | ------------------------------------------------------------------ | --- |
| Betriebskosten           | Personalkosten Sachkosten Materialkosten Kostensteuern und Abgaben | |
| Betriebserlöse           | Buchungspostengebühr Kontoführungsgebühr Bearbeitungsgebühr        | |
| Wertkosten               |                                                                    | Zinsaufwand Provisionsaufwand kalkulatorische Zinsen Risikokosten Kreditgeschäft (Wertberichtigungen, Rückstellungen) Verluste aus Eigenhandel     |
| Werterlöse               |                                                                    | Zinsertrag (Kredit- und Wertpapiergeschäft) Provisionsertrag (Kreditprovision, Bereitstellungs- und Überziehungsprovision) Gewinne aus Eigenhandel |

## Kalkulationsstufen
Die Bankkalkulation vollzieht sich in drei aufeinander aufbauenden Stufen.

### Erste Stufe
In der Gesamtbetriebskalkulation wird eine Kostenarten- und Erlösartenrechnung nach obiger Tabelle aufgestellt. Durch die Gegenüberstellung der Kosten und Erlöse kann der Gesamterfolg ermittelt werden. Ihre Weiterentwicklung führt zur Zinsspannenrechnung:
```
   
Zinsen und ähnliche Erträge

   - 
Zinsaufwand

   = Brutto-
Zinsspanne

   - Verluste aus dem 
Handelsergebnis

   + Gewinne aus dem Handelsergebnis
   = Ergebnis der Wertleistung
   + Betriebserlöse
   - Betriebskosten
   = Netto-
Zinsspanne
```

### Zweite Stufe
Inhalt der zweiten Stufe bilden die Kostenstellenrechnung, Leistungsgruppenrechnung, Stückleistungsrechnung und der Betriebsabrechnungsbogen (BAB).
- Eine Kostenstellenrechnung (Abteilungskalkulation) unterteilt nach marktleistungsbezogenen Hauptkostenstellen (etwa Kreditabteilung, Wertpapierabteilung) und Hilfskostenstellen (Buchhaltung, Registratur). Ihnen werden die Kosten- und Erlösarten zugerechnet, die von ihnen verursacht oder erzielt wurden.
- Die Leistungsgruppenrechnung taucht erstmals bei Kaminsky auf. Er versteht unter der Leistungsgruppe eine „Zusammenfassung von mehreren innerbetrieblichen oder Stellenleistungen zu einer größeren, umfassenden Einheit“.[33] Sie ermittelt mithin die Kosten zusammengehöriger Gruppen von Bankleistungsarten. Hierunter fallen die Produktgruppen Zinsgeschäft, Indifferenzgeschäft und Finanzkommissionsgeschäft.
- In der Stückleistungsrechnung (Stückkalkulation) werden die Betriebskosten der Hauptkostenstellen durch die Anzahl der Marktleistungen dividiert. Die Bankkalkulation stellt auf Bankleistungen ab, die nach Hans-Jacob Krümmel Marktleistungen darstellen.[34] Als Marktleistung gilt das im Markt absatzfähige Bankgeschäft.
- Der BAB besteht nach Bernhard Hartmann aus einer Kostenstellenrechnung des Betriebs- und Wertebereichs und einer Kostenstellenerfolgsrechnung.[35] Hier werden die primären Kostenstelleneinzelkosten und die sekundären Kostenstellengemeinkosten verrechnet.

### Dritte Stufe
Eine dritte Stufe entwickelt die Teilzinsspannenrechnung (Schichtenbilanz), Geschäftsspartenkalkulation, Filialkalkulation, Deckungsbeitragsrechnung und Kundenkalkulation.
- Die Teilzinsspannenrechnung hat die Aufgabe, die Bruttozinsspanne in Teilzinsspannen zu zergliedern, die auf die einzelnen Geschäftsarten bezogen werden. Dabei werden die Werterlöse des Aktivgeschäfts den Wertkosten des Passivgeschäfts gegenübergestellt. Ziel ist die Ermittlung von Verursachungsbeziehungen zwischen Refinanzierungskosten und Erträgen aus der Kapitalverwendung.
- Die Geschäftsspartenkalkulation stellt eine besondere Form der Kostenstellenrechnung dar und ist in ihrer groben Form in das Kreditgeschäft, Zahlungsverkehr und Effektengeschäft segmentiert, denen die Kosten und Erlöse zugeordnet werden.
- Die Filialkalkulation lohnt sich nur für Filialbanken, die ein umfangreiches Filialnetz unterhalten. Aus der Filialkalkulation ergibt sich zunächst die Erkenntnis, ob es sich um „Einzugsfilialen“ oder „Kreditfilialen“ handelt, je nachdem, ob in einer Filiale das Einlagengeschäft oder das Kreditgeschäft dominiert.[36]
- Die Deckungsbeitragsrechnung mit Einzelkosten kann als Basismethode der Bankkalkulation angesehen werden. Sie hat beim Einzelgeschäft folgende Struktur:[37]

```
  
Zinsertrag
                              
  - 
Zinsaufwand
                           
  = Zinsüberschuss (Konditionenbeitrag)                        
  + 
Kursgewinne
                                                       
  - 
Kursverluste

  - 
Risikokosten

  = 
Deckungsbeitrag
 1 (Werterfolg des 
Zinsgeschäfts
)
  + direkt zurechenbarer 
Provisionsüberschuss
 des 
Kommissionsgeschäfts
 
  = Deckungsbeitrag 2
  + 
Bankgebühren
 des 
Indifferenzgeschäfts

  + direkt zurechenbare Betriebserlöse
  - 
Betriebskosten

  = Deckungsbeitrag 3 Gesamtbetriebsergebnis 
```

Die Risikokosten gehören deshalb zur Wertsphäre im Bankbetrieb. Sie sind abhängig vom Rating für Finanzinstrumente (Erfüllungsrisiko des Kontrahenten) oder für Kreditnehmer.
- Die Kundenkalkulation ermittelt den Erfolg einer bestimmten Kundenbeziehung und ist eine wesentliche Informationsquelle für die Kundendeckungsbeitragsrechnung. Sie stellt die auf Kundenebene anfallenden Kosten und Erlöse als Ergebnisbeiträge aus dem Betriebs- und Wertbereich zusammen und stellt den eigentlichen Nutzenbeitrag einer Kundenbeziehung dar.[38]

Die obigen Kalkulationsschemata werden sowohl im Kreditgeschäft als auch im Einlagengeschäft angewendet und befassen sich daher mit der Berechnung der Sollzinsen und Habenzinsen auf der Grundlage des Interbankenzinssatzes.

## Kalkulationsarten
In der Bankkalkulation werden je nach Bankgeschäft drei Preisarten kalkuliert:
| Produktgruppe             | Bankgeschäfte                       | Marktpreis |
| ------------------------- | ----------------------------------- | --- |
| Zinsgeschäft              | Einlagengeschäft Kreditgeschäft     | Kreditzins Habenzins |
| Finanzkommissionsgeschäft | Wertpapiergeschäft Wertpapierhandel | Provisionen |
| Indifferenzgeschäft       | Zahlungsverkehr Beratung Inkasso    | Bankgebühren: Bearbeitungsgebühren, Buchungspostengebühren, Depotgebühren, Kontoführungsgebühren Beratungsgebühren Inkassogebühren |

Die Höhe der Zinsen und Provisionen ist betragsabhängig, bei Bankgebühren dagegen nicht.

## Marktzinsmethode
Die nach 1980 aufgekommene Marktzinsmethode ist eine Alternative zur traditionellen, bilanzorientierten Bankkalkulation und ein auf die Wertsphäre begrenztes Kalkulationsverfahren. Die Marktzinsmethode verzichtet auf die Refinanzierungszusammenhänge zwischen Aktiva und Passiva und beruht vielmehr auf dem Opportunitätsprinzip, bei welchem der Nutzen eines Bankgeschäfts darin liegt, mehr zu erwirtschaften als ein vergleichbares Geschäft erbringen würde. Dazu vergleicht die Marktzinsmethode ein vorgesehenes Kreditgeschäft mit der alternativen Anlage am Geld- oder Kapitalmarkt.

## Funktionen
Der Bankkalkulation kommt eine Lenkungs-, Kontroll- und Dokumentationsfunktion zu. Die Lenkungsfunktion kann wahrgenommen werden, wenn Bankpreise auf Grundlage der Bankkalkulation ermittelt werden und eine Preisuntergrenze festgelegt wird. Die Kalkulation der Margen beeinflusst die Kreditzinsen und Habenzinsen und lenkt damit die Kreditnachfrage und das Passivgeschäft. Die Kontrollfunktion besteht in der Überwachung der Kosten- und Erlösentwicklung der Kostenarten und Kostenstellen bis hin zu den Filialen und Bankleistungen. Zudem ist ein Soll-Ist-Vergleich möglich. Die Dokumentationsfunktion besteht aus einer externen (Einhaltung gesetzlicher Vorschriften: insbesondere Preisangabenverordnung, Verbraucherdarlehensvertrag, Nachweis der Berechnung der Vorfälligkeitsentschädigung) und internen Dokumentationsfunktion (etwa für kalkulationsorientierte Kreditentscheidungen).